# Mima Jaušovec
Mima Jaušovec (Maribor, R.S. d'Eslovènia, Iugoslàvia, 20 de juliol de 1956) és un exjugadora i entrenadora de tennis eslovena.
En el seu palmarès destaquen dos títols de Grand Slam, un individual i un de dobles femenins de Roland Garros. Va disputar tres finals de Grand Slam individuals, totes tres del Roland Garros, mentre que en dobles va disputar també una final de Wimbledon. Es va proclamar campiona individualment en cinc torneigs, i onze més en dobles femenins, i va arribar al sisè lloc del rànquing individual.
Després de quinze anys de carrera tennística, es va retirar per ser nomenada entrenadora de l'equip nacional de tennis femení d'Eslovènia. També va tenir una aventura política quan va ser candidata pel partit Liberal Democràcia d'Eslovènia en les Eleccions al Parlament Europeu de 2004 sense èxit.

## Torneigs de Grand Slam

### Individual: 3 (1−2)
| Resultat   | Núm. | Any  | Torneig       | Oponent         | Marcador         |
| ---------- | ---- | ---- | ------------- | --------------- | ---------------- |
| Guanyadora | 1.   | 1977 | Roland Garros | Florența Mihai  | 6−2, 6−7(5), 6−1 |
| Finalista  | 1.   | 1978 | Roland Garros | Virginia Ruzici | 2−6, 2−6         |
| Finalista  | 2.   | 1983 | Roland Garros | Chris Evert     | 1−6, 2−6         |

### Dobles femenins: 2 (1−1)
| Resultat   | Núm. | Any  | Torneig       | Parella         | Oponents                           | Marcador         |
| ---------- | ---- | ---- | ------------- | --------------- | ---------------------------------- | ---------------- |
| Guanyadora | 1.   | 1978 | Roland Garros | Virginia Ruzici | Gail Sherriff Lesley Turner Bowrey | 6−4, 6−3         |
| Finalista  | 1.   | 1978 | Wimbledon     | Virginia Ruzici | Kerry Melville Reid Wendy Turnbull | 6−4, 8−9(8), 3−6 |

## Palmarès

### Individual: 14 (5−9)
| Títols per superfície |
| --------------------- |
| Dura (0−0)            |
| Gespa (0−0)           |
| Terra batuda (4−5)    |
| Moqueta (1−4)         |

| Resultat   | Núm. | Data                 | Torneig                      | Superfície   | Oponent             | Marcador         |
| ---------- | ---- | -------------------- | ---------------------------- | ------------ | ------------------- | ---------------- |
| Finalista  | 1.   | 15 de juliol de 1974 | Kitzbühel, Àustria           | Terra batuda | Mirka Koželuhová    | 3−6, 0−6         |
| Guanyadora | 1.   | 23 de maig de 1976   | Roma, Itàlia                 | Terra batuda | Lesley Hunt         | 6−1, 6−3         |
| Guanyadora | 2.   | 16 d'agost de 1976   | Toronto, Canadà              | Terra batuda | Lesley Hunt         | 6−2, 6−0         |
| Guanyadora | 3.   | 23 de maig de 1977   | Roland Garros, França        | Terra batuda | Florența Mihai      | 6−2, 6−7(5), 6−1 |
| Finalista  | 2.   | 22 d'agost de 1977   | Charlotte, Estats Units      | Terra batuda | Martina Navrátilová | 6−3, 2−6, 1−6    |
| Guanyadora | 4.   | 15 de maig de 1978   | Hamburg, Alemanya Occidental | Terra batuda | Virginia Ruzici     | 6−2, 6−3         |
| Finalista  | 3.   | 29 de maig de 1978   | Roland Garros                | Terra batuda | Virginia Ruzici     | 2−6, 2−6         |
| Finalista  | 4.   | 16 de març de 1981   | Boston, Estats Units         | Moqueta (i)  | Chris Evert         | 4−6, 4−6         |
| Finalista  | 5.   | 19 d'octubre de 1981 | Brighton, Regne Unit         | Moqueta (i)  | Sue Barker          | 6−4, 1−6, 1−6    |
| Finalista  | 6.   | 1 de febrer de 1982  | Detroit, Estats Units        | Moqueta (i)  | Andrea Jaeger       | 6−2, 4−6, 2−6    |
| Guanyadora | 5.   | 1 de març de 1982    | Los Angeles, Estats Units    | Moqueta (i)  | Sylvia Hanika       | 6−2, 7−6(4)      |
| Finalista  | 7.   | 8 de març de 1982    | Dallas, Estats Units         | Moqueta (i)  | Martina Navrátilová | 3−6, 2−6         |
| Finalista  | 8.   | 23 de maig de 1983   | Roland Garros (2)            | Terra batuda | Chris Evert         | 1−6, 2−6         |
| Finalista  | 9.   | 15 de juliol de 1985 | Bregenz, Àustria             | Terra batuda | Virginia Ruzici     | 2−6, 3−6         |

### Dobles femenins: 20 (11−9)
| Títols per superfície |
| --------------------- |
| Dura (0−1)            |
| Gespa (0−1)           |
| Terra batuda (5−2)    |
| Moqueta (6−5)         |

| Resultat   | Núm. | Data                   | Torneig                          | Superfície   | Parella             | Oponents                                  | Marcador         |
| ---------- | ---- | ---------------------- | -------------------------------- | ------------ | ------------------- | ----------------------------------------- | ---------------- |
| Guanyador  | 1.   | 4 de novembre de 1974  | Edimburg, Regne Unit             | Moqueta (i)  | Virginia Ruzici     | María-Isabel Fernández Raquel Giscafré    | 6−4, 4−6, 6−4    |
| Finalista  | 1.   | 24 de gener de 1977    | Minneapolis, Estats Units        | Moqueta (i)  | Virginia Ruzici     | Rosie Casals Martina Navrátilová          | 2−6, 1−6         |
| Guanyador  | 2.   | 15 de maig de 1978     | Hamburg, Alemanya Occidental     | Terra batuda | Virginia Ruzici     | Katja Ebbinghaus Helga Niessen Masthoff   | 6−4, 5−7, 6−0    |
| Guanyador  | 3.   | 22 de maig de 1978     | Roma, Itàlia                     | Terra batuda | Virginia Ruzici     | Florenţa Mihai Betsy Nagelsen             | 6−2, 2−6, 7−5    |
| Guanyadora | 4.   | 29 de maig de 1978     | Roland Garros, França            | Terra batuda | Virginia Ruzici     | Gail Sherriff Lovera Lesley Turner Bowrey | 5−7, 6−4, 8−6    |
| Finalista  | 2.   | 26 de juny de 1978     | Wimbledon, Regne Unit            | Gespa        | Virginia Ruzici     | Kerry Melville Reid Wendy Turnbull        | 6−4, 8−9(8), 3−6 |
| Finalista  | 3.   | 23 d'octubre de 1978   | Filderstadt, Alemanya Occidental | Moqueta (i)  | Virginia Ruzici     | Tracy Austin Betty Stöve                  | 3−6, 3−6         |
| Guanyador  | 5.   | 1 de gener de 1979     | Washington, Estats Units         | Moqueta (i)  | Virginia Ruzici     | Renée Richards Sharon Walsh               | 4−6, 6−2, 6−4    |
| Finalista  | 4.   | 20 d'agost de 1979     | Mahwah, Estats Units             | Dura         | Regina Maršíková    | Tracy Austin Betty Stöve                  | 6−7, 6−2, 4−6    |
| Finalista  | 5.   | 7 de gener de 1980     | Cincinnati, Estats Units         | Moqueta (i)  | Ann Kiyomura        | Laura DuPont Pam Shriver                  | 3−6, 3−6         |
| Guanyador  | 6.   | 27 d'octubre de 1980   | Estocolm, Suècia                 | Moqueta (i)  | Virginia Ruzici     | Hana Mandlíková Betty Stöve               | 6−2, 6−1         |
| Finalista  | 6.   | 10 de novembre de 1980 | Amsterdam, Països Baixos         | Moqueta (i)  | JoAnne Russell      | Hana Mandlíková Betty Stöve               | 6−7, 6−7         |
| Finalista  | 7.   | 6 d'abril de 1981      | Hilton Head, Estats Units        | Terra batuda | Pam Shriver         | Rosie Casals Wendy Turnbull               | 5−7, 5−7         |
| Finalista  | 8.   | 19 d'octubre de 1981   | Brighton, Regne Unit             | Moqueta (i)  | Pam Shriver         | Barbara Potter Anne Smith                 | 7−6, 3−6, 4−6    |
| Guanyador  | 7.   | 26 d'octubre de 1981   | Filderstadt                      | Moqueta (i)  | Martina Navrátilová | Barbara Potter Anne Smith                 | 6−4, 6−1         |
| Guanyador  | 8.   | 1 de febrer de 1982    | Detroit, Estats Units            | Moqueta (i)  | Leslie Allen        | Rosie Casals Wendy Turnbull               | 6−4, 6−0         |
| Guanyador  | 9.   | 19 d'abril de 1982     | Amelia Island, Estats Units      | Terra batuda | Leslie Allen        | Barbara Potter Sharon Walsh               | 6−1, 7−5         |
| Guanyador  | 10.  | 30 de gener de 1983    | Houston, Estats Units            | Moqueta (i)  | Anne White          | Barbara Potter Sharon Walsh               | 6−4, 3−6, 7−6(4) |
| Finalista  | 9.   | 16 d'abril de 1984     | Amelia Island                    | Terra batuda | Anne Hobbs          | Kathy Jordan Anne Smith                   | 4−6, 6−4, 4−6    |
| Guanyador  | 11.  | 15 de juliol de 1985   | Bregenz, Àustria                 | Terra batuda | Virginia Ruzici     | Andrea Holíková Kateřina Skronská         | 6−2, 6−3         |

## Trajectòria

### Individual
| Open d'Austràlia | A  | A  | A  | A  | A  | A  | A  | SF | 3R | 2R | A  | A  | A  | NC  | A   | 1R  | 0 / 4  |
| Roland Garros | 2R | 2R | 2R | G  | G  | F  | 2R | 3R | QF | 4R | F  | 3R | 2R | 3R  | 1R  | A   | 1 / 14 |
| Wimbledon | 3R | 4R | 4R | 3R | 3R | QF | 2R | A  | QF | 2R | 3R | 1R | 1R | 1R  | A   | A   | 0 / 12 |
| US Open | 2R | 1R | SF | QF | QF | 2R | 2R | QF | 2R | 2R | 3R | 3R | 2R | A   | A   | A   | 0 / 12 |
| Rànquing a final d'any |    | 40 | 11 | 11 | 11 | 19 | 20 | 17 | 11 | 12 | 23 | 87 | 71 | 184 | 233 | 362 |        |
| Llegenda: G: Guanyadora; F: Finalista; SF: Semifinalista; QF: Quarts de final; Q: Qualificació; A: Absent; RR: Round Robin |    |    |    |    |    |    |    |    |    |    |    |    |    |     |     |     |        |